# Alessandro Poerio
Alessandro Poerio (Napoli, 27 agosto 1802 – Venezia, 3 novembre 1848) è stato un patriota e poeta italiano.
Come letterato è conosciuto per le sue poesie (particolarmente di argomento patriottico), che - pubblicate nel 1843 e poi, postume, nel 1852 - furono accostate a quelle di Tommaseo e a quelle di Giacomo Leopardi.

## Biografia
Figlio di Giuseppe Poerio, fratello di Carlo Poerio, ricevette i primi insegnamenti da Domenico Simeone Oliva, poeta della corte napoleonica e precettore dei figli di Gioacchino Murat.

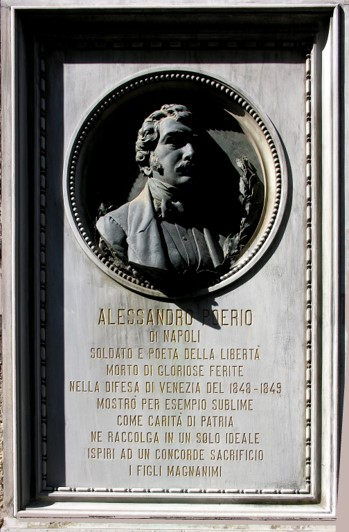
Alessandro Poerio Venezia Calle larga de l'Ascension

Combatté nel 1821 con i costituzionali napoletani contro gli Austriaci a Rieti. Andato poi in esilio, tornò in patria nel 1835. Nel 1848 prese parte alla difesa della Venezia di Daniele Manin e Niccolò Tommaseo (di cui era amico), durante la quale riportò gravi ferite in combattimento a Mestre, nel corso della Sortita di Forte Marghera il 27 ottobre 1848.
Trasportato a Venezia, gli venne prima amputata una gamba; in pochi giorni la sua situazione si aggravò e morì, non prima di essere stato promosso per meriti da soldato semplice a capitano.
Nel centro di Mestre, a partire dal punto esatto in cui il giovane patriota venne mortalmente ferito, è stata intitolata una via al suo nome. Anche a Roma esiste una via a lui intitolata, nel quartiere di Monteverde, nonché a Napoli, in prossimità di Piazza Garibaldi.
Il poeta Nicola Sole gli dedicò una lirica dal titolo "Sulla tomba di Alessandro Poerio".
Fu membro della Massoneria.